# کایشا (سائو ویسنته)
کایشا (به لاتین: Caixa) یک کوه در دماغه سبز است که در جنوب  جزیره سائو ویسنته واقع شده‌است. کایشا ۵۳۵ متر بالاتر از سطح دریا واقع شده‌است.